# Oluyole
Oluyole è una delle trentatré aree a governo locale (local government areas) in cui è suddiviso lo stato di Oyo, nella Repubblica Federale della Nigeria.
Si estende su una superficie di 629 km² e conta una popolazione di 202.725  abitanti.